# Stena Line

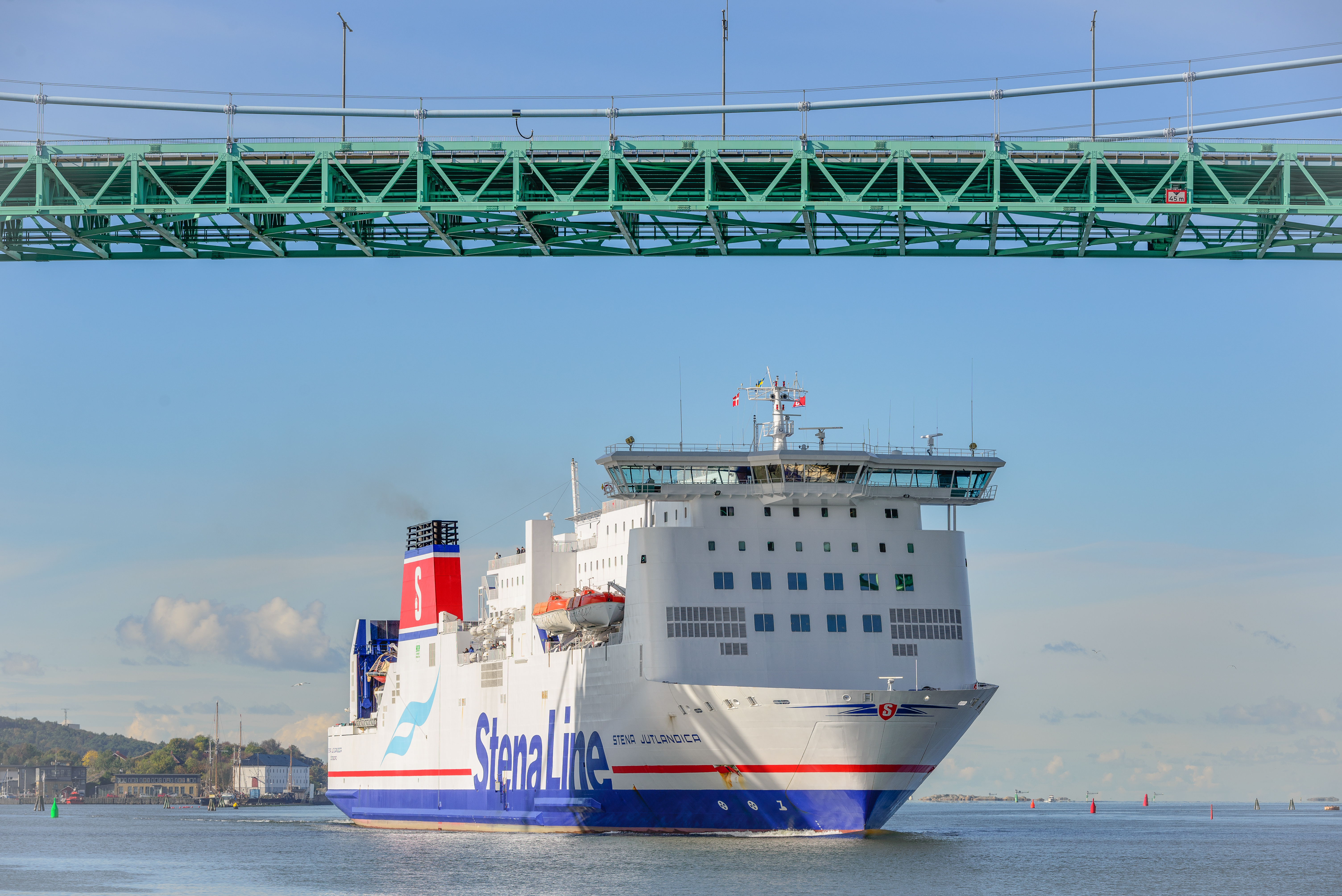
Le bateau Stena Jutlandica de la compagnie entrant dans le port de Göteborg. Septembre 2013.

Stena Line est une compagnie maritime suédoise créée en 1962 opérant des ferrys. C'est l'une des plus importantes compagnies de transport privées du monde. Desservant la France, l'Allemagne, le Danemark, l'Irlande, la Lettonie, la Norvège, les Pays-Bas, la Pologne, le Royaume-Uni et la Suède, Stena Line est un composant majeur de Stena AB, lui-même faisant partie de Stena Sphere (en) appartenant à la famille Olsson. Elle possède également les navires de la compagnie germano-danoise Scandlines.